# Mulan (película de 2020)
Mulan es una película estadounidense de acción y aventura dirigida por Niki Caro. Es una adaptación en imagen real de la película animada homónima de 1998, que a su vez está basada en la leyenda china de Hua Mulan. Es protagonizada por Liu Yifei, con Donnie Yen, Jason Scott Lee, Yoson An, Gong Li y Jet Li en papeles secundarios. Su guion fue escrito por Elizabeth Martin, Lauren Hynek, Rick Jaffa y Amanda Silver, y narra la historia de Mulan, una joven que se alista en el ejército disfrazada de hombre para salvar a su padre y proteger a su nación. La película estrenó el 4 de septiembre de 2020 en el servicio de streaming Disney+ en los Estados Unidos y otros países con la plataforma en función, y en los cines en otros países bajo la distribución de Walt Disney Pictures.
La película originalmente iba a ser estrenada el 27 de marzo de 2020, pero su lanzamiento fue retrasado en múltiples ocasiones debido al cierre de los cines por la pandemia de COVID-19. Por ende, se lanzó en Disney+ para los Estados Unidos y otros países con dicha plataforma, con un costo de renta para evitar pérdidas, mientras que fue enviada a los cines en los países donde la pandemia ya había sido controlada, como China. La película tuvo una buena recepción por parte de la crítica, quienes elogiaron la actuación de Liu Yifei, así como las escenas de acción y la cinematografía, aunque criticaron el guion por carecer de profundidad. En el sitio Rotten Tomatoes tuvo una aprobación del 75%, mientras que en Metacritic sumó 67 puntos de 100.

## Argumento
En la China Imperial, Mulan es una niña aventurera y activa, para decepción de sus padres, quienes esperan que algún día se case con un buen marido. Cuando era joven, Mulan se ve obligada a reunirse con una casamentera para demostrar su aptitud como futura esposa. Mulan, nerviosa, intenta servir té delante de la casamentera, pero una araña la hace derribar la tetera y la casamentera la llama una vergüenza frente a su familia. Al norte, un puesto de avanzada imperial es invadido por guerreros Rouran, bajo el liderazgo de Bori Khan. Son asistidos por la bruja Xianniang, quien usa su magia para hacerse pasar por un soldado sobreviviente e informar del ataque al Emperador de China; luego emite un decreto de reclutamiento ordenando a cada familia que contribuya con un hombre para luchar contra las fuerzas de Khan.
Los soldados imperiales llegan a la aldea de Mulan para reclutar varones, y su frágil padre, Hua Zhou, se ve obligado a prometer su servicio ya que no tiene hijos. Al darse cuenta de que su padre no tiene ninguna posibilidad de sobrevivir, Mulan huye con su armadura, caballo y espada para unirse en su lugar. Mulan llega al campo de entrenamiento, dirigido por el comandante Tung, un antiguo compañero de Hua Zhou. Junto a docenas de otros reclutas sin experiencia, finalmente se convierte en un soldado entrenado bajo su tutela sin exponer su verdadera identidad.
El ejército de Khan continúa avanzando, lo que obliga a Tung a terminar el entrenamiento temprano y enviar a su batallón a luchar. Mulan persigue a algunas tropas por su cuenta, pero se enfrenta a Xianniang, quien se burla de ella por pretender ser un hombre. Intenta matar a Mulan, pero huye cuando sus ataques son detenidos por la armadura de cuero de Mulan. Ésta se quita su disfraz masculino, regresando a la batalla justo cuando los Rourans comienzan a atacar a sus compañeros de tropas con un trabuquete. Mulan usa cascos desechados y sus habilidades de tiro con arco para maniobrar con la catapulta para que dispare en una montaña nevada, provocando una avalancha que entierra a los Rourans.
Mulan regresa al campamento y rescata a Chen Honghui, un soldado del que se hizo amigo en el campamento. Incapaz de ocultar su verdadero género por más tiempo, es expulsada del ejército y comienza su regreso a casa. En su camino, se enfrenta a Xianniang, quien revela que también fue rechazada por su gente y lucha por Bori Khan solo porque la trata como a una igual. Además, revela que los ataques a los puestos de avanzada han sido una distracción, ya que el verdadero plan de Khan es capturar y ejecutar al Emperador por haber matado a su padre. Arriesgándose a ser ejecutada, Mulan regresa con su batallón para advertirles de la inminente captura. Tung decide creerle y le permite acompañar a una unidad al palacio del Emperador.
Xianniang, haciéndose pasar por el Canciller Imperial, persuade al Emperador para que acepte el desafío de Bori Khan al combate singular, mientras retira a la guardia de la ciudad de sus puestos. Los guardias son asesinados y los Rourans se preparan para quemar vivo al Emperador. La unidad de Mulan distrae a los Rourans mientras Mulan va a salvar al Emperador. Khan intenta dispararle con una flecha, pero Xianniang, simpatizante de Mulan y desencantada con Khan, se transforma en un pájaro y se sacrifica atrapando la flecha. Mulan mata a Khan, pero no antes de que él la desarme y destruya la espada de su padre. Ella libera al Emperador, quien se ofrece a dejarla unirse a su guardia personal. Ella rechaza la oferta y regresa a su aldea, donde se reencuentra con su familia. Un emisario del Emperador, bajo el liderazgo del Comandante Tung, llega para entregarle a Mulan una nueva espada, mientras le pide personalmente que se una a la Guardia del Emperador.

## Reparto
- Liu Yifei como Hua Mulan, la hija de un veterano de guerra que desafía la tradición y la ley al disfrazarse de hombre para alistarse en el Regimiento Imperial con el fin de salvar a su padre enfermo.[4]
  - Crystal Rao como Mulan de niña.
- Donnie Yen como el Comandante Tung, el mentor y profesor de Mulan. Dirige una unidad en el Regimiento Imperial. Tanto Tung como Chen están basados en Li Shang de la película animada.[4]
- Jason Scott Lee como Bori Khan, un guerrero Rourano que está dispuesto a vengar la muerte de su padre.[4]
- Yoson An como Chen Honghui, un recluta que se une a la unidad del Comandante Tung. Se convierte en el aliado más importante de Mulan y en su interés amoroso. Tanto Tung como Chen están basados en Li Shang de la película animada.[4]
- Gong Li como Xian Lang, una poderosa bruja con el poder de convertirse en halcón y aliada de Bori Khan.[4]
- Jet Li como el Emperador de China.[4]
- Tzi Ma como Hua Zhou, el padre de Mulan y un veterano de guerra.[4]
- Rosalind Chao como Hua Li, la madre de Mulan y esposa de Zhou.[4]
- Xana Tang como Hua Xiu, la hermana menor de Mulan.[4]
- Ron Yuan como el Sargento Qiang, el segundo al mando del Regimiento Imperial.[4]
- Jun Yu como Grillo, un soldado en la unidad del Comandante Tung.[4]
- Jimmy Wong como Ling, un soldado en la unidad del Comandante Tung.[4]
- Doua Moua como Po, un soldado en la unidad del Comandante Tung.[4]
- Chen Tang como Yao, un soldado en la unidad del Comandante Tung.[4]

## Producción

### Desarrollo
Walt Disney Pictures mostró interés en hacer una adaptación en acción real de Mulan, originalmente protagonizada por la estrella internacional, Zhang Ziyi y con Chuck Russell como director. El rodaje de la película estuvo planeado para octubre de 2010. En marzo de 2015, The Hollywood Repoter informó que Disney estaba desarrollando una adaptación de Mulan con Chris Bender y J.C. Spink como productores y con Elizabeth Martin y Lauren Hynek  como guionistas. El 4 de octubre de 2016, se anunció que Rick Jaffa y Amanda Silver reescribirían el guion, mientras Jason Reed sería el encargado de producir la película junto a Chris Bender y Jake Weiner. Los personajes en el guion original no eran chinos, y Mulan no tenía mucho protagonismo, pero Disney prometió que Mulan y todos los personajes serían chinos en el nuevo guion que Rick Jaffa y Amanda Plata estaban reescribiendo. En febrero de 2017, Bill Kong se unió como productor ejecutivo.

### Casting
Dado que varias películas de Hollywood recientes fueron acusadas de blanqueo, cuando The Hollywood Reporter escribió que Disney estaba haciendo un remake de Mulan, se abrió una petición que decía "¡Dile a Disney que no quieres una Mulan blanca!", esta consiguió más de 100 000 firmas. El 4 de octubre de 2016, Disney anunció que buscaba una actriz china para interpretar a Mulan. En noviembre de 2017, la actriz sinoestadounidense, Liu Yifei fue elegida para hacer el papel de Mulan. Muchos dijeron que esto era algo a favor de la diversidad en las películas Disney. En abril de 2018, Donnie Yen, Gong Li, Jet Li, y Xana Tang se unieron al reparto. En mayo de 2018, Utkarsh Ambudkar y Ron Yuan se unieron también, y un mes después, en junio de ese año, Yoson An y Chum Ehelepola. Finalmente, en julio y agosto de ese mismo año, Jason Scott Lee, Tzi Ma, Rosalind Chao, Cheng Pei-Pei, Nelson Lee, Jimmy Wong y Doua Moua fueron seleccionados.

### Director
Al principio, Disney intentó encontrar un director asiático. La primera opción fue Ang Lee, director taiwanés y dos veces ganador del premio Óscar a mejor director. The Hollywood Reporter mencionó que Lee rechazó la oportunidad el 12 de octubre de 2016. Según el artículo de The Hollywood Reporter, publicado el 22 de noviembre de ese mismo año, Lee dijo que un director asiático sería algo positivo, pero tuvo que rechazar ya que seguía trabajando en Billy Lynn's Long Halftime Walk, una película que él mismo dirigió. Después de que Lee rechazase, el 14 de febrero de 2017, contrataron a Niki Caro como la directora de la película, lo que hizo que Mulan fuera la segunda película de Disney dirigida por una mujer.

### Rodaje
La producción comenzó el 13 de agosto de 2018, en distintas ubicaciones de Nueva Zelanda y China.

### Banda sonora
La directora de la película comentó que ninguna de las canciones de la cinta original serían incluidas en la nueva adaptación, sino que en su lugar serían convertidas en instrumentales. Esta decisión se tomó ya que consideró que los temas originales no daban realismo a la nueva versión, la cual estaba enfocada en aspectos más serios y sombríos como la guerra. Harry Gregson-Williams fue el encargado de componer la banda sonora de la película. Christina Aguilera, quien anteriormente había cantado «Reflection» en la versión de 1998, interpretó una nueva versión para la adaptación, la cual fue incluida en los créditos. El 6 de marzo de 2020, Aguilera publicó el tema «Loyal Brave True» como primer sencillo de la banda sonora; el tema fue adaptado y lanzado también en idioma español con el nombre de «El Mejor Guerrero». El 8 de marzo también fue publicada una versión en mandarín de «Reflection» interpretada por Liu Yifei, que también sería incluida en la banda sonora.
| Mulan |                                                          |          |  |
| N.º   | Título                                                   | Duración |  |
| 1.    | «Ancestors»                                              | 3:21     |  |
| 2.    | «Tulou Courtyard» (versión extendida)                    | 3:14     |  |
| 3.    | «The Desert Garrison»                                    | 3:27     |  |
| 4.    | «Böri Khan & Xianniang»                                  | 1:37     |  |
| 5.    | «The Lesson of the Phoenix»                              | 3:14     |  |
| 6.    | «Honor to Us All»                                        | 1:54     |  |
| 7.    | «The Matchmaker»                                         | 2:30     |  |
| 8.    | «Mulan Leaves Home»                                      | 3:50     |  |
| 9.    | «Four Ounces Can Move a Thousand Pounds»                 | 3:40     |  |
| 10.   | «Mulan Rides into Battle» (versión extendida)            | 5:41     |  |
| 11.   | «Honghui» (versión extendida)                            | 1:34     |  |
| 12.   | «Training the Men»                                       | 3:02     |  |
| 13.   | «Mulan & Honghui Fight»                                  | 1:25     |  |
| 14.   | «Oath of the Warrior»                                    | 1:24     |  |
| 15.   | «The Witch»                                              | 3:42     |  |
| 16.   | «I Believe Hua Mulan»                                    | 3:56     |  |
| 17.   | «The Charge»                                             | 5:21     |  |
| 18.   | «Imperial City»                                          | 3:36     |  |
| 19.   | «Chasing the Hawk»                                       | 2:24     |  |
| 20.   | «Fight for the Kingdom»                                  | 5:43     |  |
| 21.   | «Mulan & The Emperor»                                    | 0:57     |  |
| 22.   | «Return to the Village»                                  | 1:32     |  |
| 23.   | «The Fourth Virtue» (versión extendida)                  | 5:41     |  |
| 24.   | «Loyal Brave True» (interpretada por Christina Aguilera) | 2:46     |  |
| 25.   | «Reflection» (interpretada por Christina Aguilera)       | 3:38     |  |
| 26.   | «Reflection» (versión en mandarín)                       | 3:39     |  |

## Estreno y promoción
Mulan estaba planificada para estrenarse el 27 de marzo de 2020 pero se pospuso hasta el 24 de julio de ese mismo año debido a la pandemia de COVID-19. Anteriormente, estaba prevista para el 2 de noviembre de 2018, pero también se pospuso. La película se trasladó al 24 de julio de 2020, ocupando el lugar anterior de Jungle Cruise, antes de ser retrasada nuevamente hasta el 21 de agosto de 2020. El 4 de abril de 2020, Disney anunció que la película no se estrenaría en los cines de todos los países, sino que, en algunos, solo estaría disponible por un precio adicional a los suscriptores de Disney+ el 4 de septiembre del mismo año. Walt Disney Pictures invirtió $50 millones en publicidad para el filme a nivel global.

## Recepción

### Recaudación
Mulan recaudó $68 659 782. Con ello fue la decimoséptima película más taquillera del 2020 en el mundo.
Con el lanzamiento en Disney+, la revista Variety estimó que Mulan necesitaría ser rentada por al menos 12.5 millones de usuarios en la plataforma para comenzar a generar ganancias, lo cual era aproximadamente un 20% de los 60.5 millones de suscriptores del servicio a nivel global en el mes de agosto de 2020. La revista Business Insider reportó que la película fue rentada por 1.12 millones de usuarios en su primer fin de semana, que supuso $33.5 millones para Disney. Dicha cifra fue mucho menor a la esperada por los expertos, y Deadline Hollywood estimó que Disney se vería obligado a lanzar la película en otros servicios como Amazon Prime y Google Play para poder aumentar las ventas.
Inicialmente, se esperaba que la película tuviera éxito en China, pero tras las múltiples polémicas, la piratería en Internet por el lanzamiento en Disney+ y la falta de apoyo por parte del gobierno, las predicciones bajaron significativamente. En su primer fin de semana, recaudó $23.2 millones en el mercado chino, lo cual, aunque fue un 23% más que el debut de Aladdin (2019), fue inferior a los $50 millones que le pronosticaron en un principio.

### Comentarios de la crítica
Mulan recibió una buena respuesta por parte de la crítica, que la describieron como «visualmente sorprendente», «cargada de acción» y «más madura que la original». En el sitio web agregador de reseñas Rotten Tomatoes recibió un índice de aprobación del 72% basado en 308 reseñas profesionales con una puntuación promedio de 6.70 sobre 10, con lo que también obtuvo el certificado de «fresco». El consenso del sitio indicaba: «Aunque podría haber contado su clásica historia con un poco más de profundidad, el live action de Mulan es una maravilla visual que funciona como una inspiradora mejora de su predecesora». En Metacritic, el filme sumó 66 puntos de 100 basado en 52 reseñas, denotando «críticas mayormente favorables».

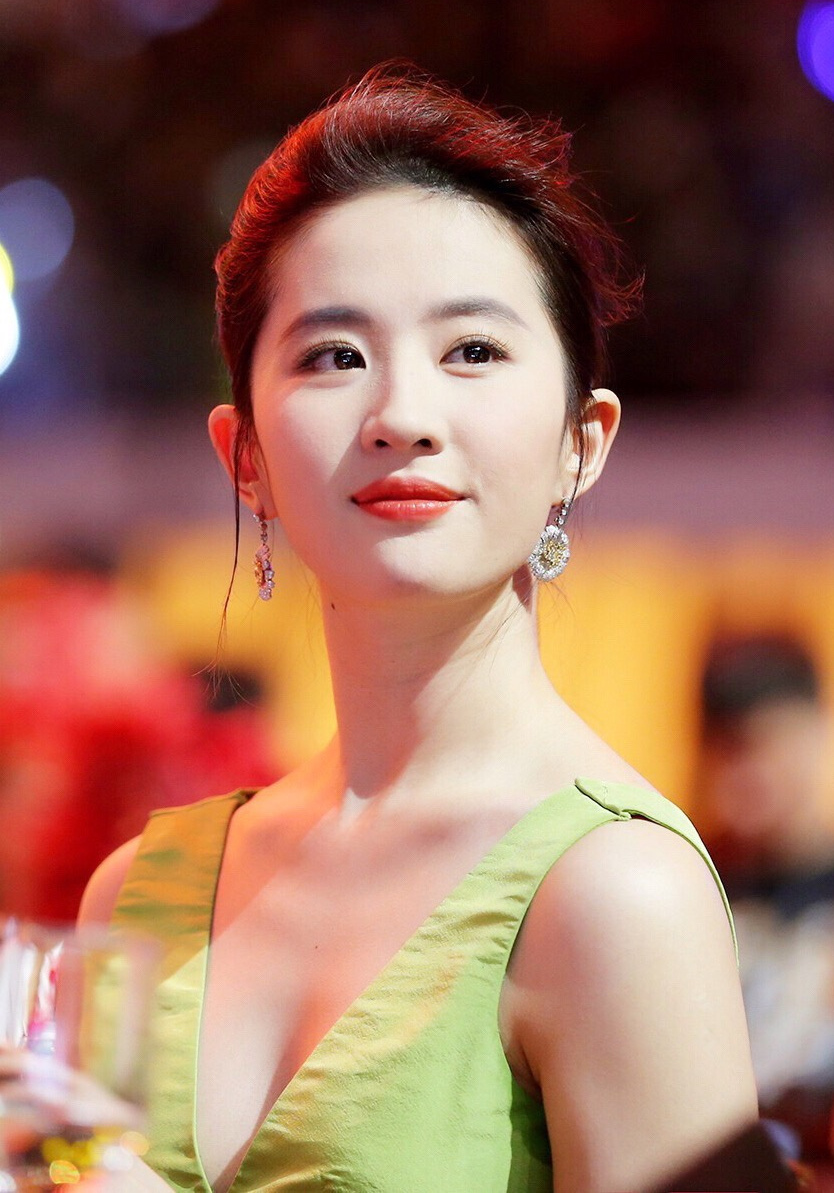
Liu Yifei recibió elogios de la crítica por su actuación.

Robbie Colin de The Telegraph le dio una calificación de 3 estrellas de 5 y escribió que al no haberse estrenado en salas de cine, la película no causa el mismo efecto con sus escenas de acción y su excelente cinematografía, aunque destacó que es la mejor adaptación en imagen real de los clásicos de Disney hasta ahora. Nicholas Barber de BBC también la calificó con 3 estrellas de 5 y criticó la ausencia de Mushu en la adaptación, ya que «le quita mucha de la personalidad al personaje principal». Sin embargo, añadió que «aunque no brilla tanto como su predecesora, Mulan es sin lugar a dudas una película sólida». Michael Phillips de Chicago Tribune la calificó con 3.5 estrellas de 4 y dijo que «Mulan se ve, funciona y respira como una película real en lugar de un proyecto reciclado; la película entrega un espectáculo que sigue siendo fiel a la historia original». Peter Bradshaw de The Guardian le dio también 3 estrellas de 5 y aseguró que: «La adaptación de imagen real tiene un talento actoral de primera y batallas emocionantes, e inteligentemente evita cualquier escena sexual incómoda en favor de entretenimiento familiar». Laura Prudom de IGN sostuvo que: «Con una escalada imponente, acción espectacular y una dinámica actriz principal con Liu Yifei, la versión de imagen real de Mulan mejora a la original de formas sorprendentes y efectivas mientras aún conserva el espíritu de su predecesora, lo cual la convierte en la adaptación más sólida de Disney hasta ahora. Sin duda una por la que vale pelear».
Inkoo Kang de The Hollywood Reporter escribió que: «Liu tiene suficiente carisma para un papel principal, pero el guion no le da profundidad ni significado a las relaciones para que funcionen. Las escenas donde Mulan se da cuenta de que puede aceptar tanto su poder como su feminidad serían mucho más conmovedoras si hubiese algo de personalidad debajo de todo ese cabello. Esta Mulan se siente como el tipo de heroína con la que nadie se siente identificado». Ty Burr de Boston Globe afirmó que: «Mulan se siente como la primera adaptación de imagen real de Disney que no fue hecha con el único objetivo de ganar dinero. A diferencia de The Jungle Book (2016), Alladin (2019) o The Lion King (2019), la adaptación de Mulan no solo ha sido retocada usando pixeles y actores para luego vendérsela a la audiencia como algo "nuevo". Ha sido totalmente renovada, tanto narrativa como visualmente». Ann Hornaday de The Washington Post la calificó con 3 estrellas de 4 y expresó que: «Sombría y seria, la adaptación de imagen real de Mulan es una película que ha crecido con su audiencia, la cual es ahora lo bastante mayor para entender algo más profundo que su mero entretenimiento. Las niñas estarán mejor con la versión animada por ahora, pero esta opulenta y ambiciosa producción, con la intrépida actuación de Liu como centro de atención, les ofrece algo con lo que crecer».
Johnny Oleksinski de The New York Post también la calificó con 3 estrellas de 4 y dijo que: «Aunque carece de la pegadiza música y los animales parlantes de su versión de 1998, todo esto es compensado con los escenarios y las batallas. Y hay mucho de eso, Mulan es mucho más violenta como las historias medievales». Peter Debruge de la revista Variety aseguró: «Con esta adaptación, la historia de Mulan demuestra más que nunca que el género no es un obstáculo para el heroísmo, y se merece la pantalla más grande que exista». Leah Greenblatt de Entertainment Weekly sostuvo que: «Mulan es lo más cercano que existe a la experiencia de ir al cine en tiempos de pandemia, es una sombría, épica y arrasadora adaptación».
No obstante, otros críticos ofrecieron reseñas más negativas, mayormente por la falta de ciertos elementos de la cinta original, como la música y algunos personajes. Aja Romano de Vox escribió: «El remake de Mulan descarta todo lo bueno del clásico animado de Disney y no ofrece nada nuevo [...] Los pocos puntos brillantes de Mulan no pueden salvarlo de un guion torpe». Anupama Chopra de Film Companion expresó que: «Mulan debería haber sido una película mucho mejor. La versión de imagen real no tiene canciones ni el atrevido y parlante dragón Mushu. Los ritmos son predecibles y es decididamente extraño ver a personas de China hablando con acento estadounidense. Pero soy un fanático de las historias de padres e hijas».
Walter Chaw de Film Freak Central le dio a la película una calificación de una mitad de estrella de cuatro estrellas, escribiendo, "Todo sobre esta Mulan es irónico accidentalmente. Cualesquiera que sean sus intenciones, su ejecución y las circunstancias de su creación están en contra de ellas. Es un un tratado feminista que refuerza las nociones masculinas de valor; un llamado a las armas que lucha por el lado equivocado de nuestra historia actual; y una orgullosa declaración de identidad nacional que celebra la Nación de Disney en contraposición a China. Es majestuosamente doloroso como representación de cómo los blancos ven a los asiáticos y, sí, sería diferente si una persona asiática hubiera podido dirigir la película". Grace Wong de Chicago Tribune afirmó que: «La Mulan animada significaba mucho para mí, y el personaje con el que crecí amando me enseñó que ser leal, valiente y verdadera, significa defender lo que crees, sin importar el costo. Hoy, creo que Mulan estaría del lado de los manifestantes de Hong Kong, que también luchan por tener independencia, que se escuche su voz y se valoren sus vidas. Esperaba ver estos hilos en la nueva iteración. En cambio, obtuvimos un reflejo retorcido y casi irreconocible de la original».

### Crítica del público chino
Mulan ha recibido mala prensa y malas reseñas por parte del público chino. La película obtuvo un 4,7 sobre 10 en el sitio de calificación Douban. Los críticos de Douban sostuvieron que la película tenía personajes planos y una historia suave con detalles que no tienen sentido. Muchas personas también parecían insatisfechas con la forma en que la película maneja ciertos elementos culturales chinos. Una de las quejas más comunes sobre la película es su tratamiento del Qì. El Qì es un concepto tradicional en las artes marciales y la medicina chinas sobre el flujo de energía en el cuerpo de una persona. Pero en Mulan, el Qì fue convertido en una especie de poder mágico que posee la heroína epónima. Sin embargo, ese poder está limitado por la deshonestidad, lo que evita que Mulan se dé cuenta de todo su potencial hasta que se despoje de su disfraz de hombre. Otros espectadores chinos se quejaron de la composición de algunos personajes y dijeron que refleja los estereotipos occidentales sobre China, en lugar de ser un reflejo de la cultura china real.
Yanni Chow y Carol Mang, de Reuters, escribieron que la película tuvo "una recepción mediocre en Hong Kong" en medio de los llamamientos de activistas a favor de la democracia para un boicot.

## Controversias
La película estuvo marcada por varias controversias, relacionadas tanto con las decisiones de producción como con los comentarios de las personas involucradas en la película. La directora financiera de Disney, Christine McCarthy, ha declarado que las controversias que ha causado la película han creado "muchos problemas" para Disney".

### Comentarios de Yifei Liu sobre la represión en Hong Kong
Una llamada para boicotear la película comenzó cuando la actriz principal, Liu Yifei, compartió una imagen publicada por el periódico estatal Diario del Pueblo, un periódico oficial del Partido Comunista de China. Dicha imagen incluía una cita de un periodista chino Fu Guohao para el tabloide estatal Global Times y fue subsecuentemente abatido por manifestantes durante las protestas contra el proyecto de ley de extradición de Hong Kong 2019: «Yo apoyo a la policía de Hong Kong. Pueden atacarme ahora. Qué pena para Hong Kong». Esto provocó una controversia internacional, con Liu acusada de apoyar la brutalidad policial. Desde entonces, el hashtag #BoycottMulan comenzó a ser tendencia para apoyar un boicot contra la película. En respuesta a la controversia, Liu no estuvo presente durante el evento D23 Expo 2019, que les brindo a los fans un adelanto exclusivo de la película.

### Eliminación de Li Shang
Luego de que Jason T. Reed, uno de los productores de la película, revelara que el personaje de Li Shang no aparecería incluido en apoyo al movimiento Me Too, numerosos usuarios se manifestaron a través de las redes sociales para penar el intento de ser políticamente correctos y el apoyo al feminismo extremista. Asimismo, esta decisión fue recibida con rechazo por parte de la comunidad LGBT, que se quejó debido a que la relación de Li Shang con el alter ego masculino de Mulan aparentando como Ping se había ganado una percepción considerado como «icono bisexual». Inicialmente, Reed se sorprendió por las críticas ante la eliminación de Shang, pero reconoció que el personaje se había convertido en un "ícono LGBTQ", y aclaró que el papel de Shang lo reemplazarian dos personajes nuevos, el comandante Tung y Chen Honghui.
En septiembre de 2020, Cynthia Vinney de CBR escribió que las interacciones de Honghui con Mulan eran "más homoeróticas" que las de Li Shang en la versión animada y que también "se pueden interpretar como bisexuales". Lauren Puckett de Harper's Bazaar escribió: "Algunos fans entendieron y estuvieron de acuerdo con el argumento #MeToo. Otros lo encontraron ofensivo, argumentando que Shang nunca usaría su posición dominante para obligar a una mujer a tener un romance. Esperó hasta que ella ya no estuviera bajo su mando para perseguir cualquier tipo de relación romántica. Y de todos modos, ¡fue Mulan quien estaba enamorada de él! […] A pesar de la atracción de [Honghui], difícilmente siente el mismo respeto por ella que el valiente y hermoso Li Shang".

### Falta de diversidad entre el equipo de producción
Hubo críticas por tener un equipo de producción compuesto en gran parte por gente caucásica, como los roles de director, diseñador de vestuario y guionista.
La película también recibió críticas por haber sido dirigida por una persona caucásica en lugar de un director asiático dada su temática. En una entrevista de febrero de 2020 con The Hollywood Reporter, la directora Niki Caro respondió a las críticas diciendo: "Aunque es una historia china de importancia crítica y está ambientada en la cultura y la historia china, hay otra cultura en juego aquí, que es la cultura de Disney, y que el director, quienquiera que fuera, necesitaba poder manejar ambos, y aquí estoy". En una entrevista de agosto de 2020 con Film School Rejects, Caro respondió más a las críticas, diciendo "En primer lugar, resisto la idea de que le impongas a alguien quien puede contar qué historia. A mí me suena un poco a censura. Un artista se expresará y la responsabilidad recae en el arte. Eso será juzgado, y debería ser juzgado. El otro lado de esto es que las personas más diversas deben poder contar historias. De eso se trata. Las personas que son contratadas para todo tipo de historias deben ser más diversas. No pueden ser simplemente personas blancas contratadas para hacer películas, sin importar cual sea el tema. Nuestra cultura va a ser más rica por más diversidad, y el arte, el cine, la televisión, será mejor. Cuanto más se tiene esta conversación, más oportunidades tienen los artistas diversos".

### Filmaciones en Xinjiang
Muchas críticas también se han dirigido al hecho de que el rodaje tuvo lugar en la provincia de Xinjiang, donde se encuentran los campos de internamiento que contienen hasta un millón de ciudadanos de etnia turca. Al final de los créditos, la película agradece especialmente a varias entidades gubernamentales en Xinjiang, incluida la ahora sancionada Oficina de Seguridad Pública de Xinjiang en Turpan por su violación de los derechos humanos, que opera los campos de internamiento, y varios comités locales del Departamento de Publicidad del Partido Comunista Chino. La oficina de seguridad pública de Turpan se agregó a la Lista de entidades de la Oficina de Industria y Seguridad de los Estados Unidos en octubre de 2019.
Según Reuters, después de que estalló la controversia sobre los vínculos de la película con Xinjiang en el extranjero, el gobierno de China ordenó a la prensa local no cubrir el lanzamiento de Mulan. En una conferencia del 10 de septiembre, la directora financiera de Disney, Christine McCarthy, dijo en respuesta a la controversia que "casi la totalidad" de la película se filmó en Nueva Zelanda, pero que se utilizaron 20 ubicaciones chinas para "representar con precisión algunos de los paisajes y la geografía únicos del país". El senador estadounidense Josh Hawley envió una carta al director ejecutivo de Disney, Bob Chapek, solicitando, entre otras cosas, una aclaración sobre la participación del gobierno chino en la película. Human Rights Foundation también envió una carta a Chapek pidiéndole a Disney que condene las violaciones de derechos humanos y considere donar parte de las ganancias de la película para promover los derechos humanos en Xinjiang.
El 7 de octubre de 2020, el político británico Iain Duncan Smith envió un correo electrónico a Disney, criticando su filmación en Xinjiang, y con Disney defendiéndola, diciendo: "Es una práctica estándar en la industria cinematográfica de todo el mundo reconocer en los créditos de una película la cooperación, las aprobaciones, y la asistencia brindada por diversas entidades e individuos durante el transcurso de la producción de una película". Iain respondió diciendo: "La política corporativa de Disney no parece preocuparse por las cuestiones de derechos humanos", en Twitter.

## Secuela
En abril de 2020, se informó que se estaba desarrollando una secuela de Mulan con Chris Bender, Jason T. Reed y Jake Weiner regresando como productores.

## Premios y nominaciones
| Año  | Premiación                                   | Categoría                                            | Nominado(s)                                                         | Resultado | Ref.            |
| ---- | -------------------------------------------- | ---------------------------------------------------- | ------------------------------------------------------------------- | --------- | --------------- |
| 2020 | People's Choice Awards                       | Película de Acción del 2020                          | Mulan                                                               | Ganador   | [ 89 ] [ 90 ]   |
| 2020 | People's Choice Awards                       | Canción de Banda Sonora del 2020                     | «Loyal Brave True»                                                  | Nominado  | [ 89 ] [ 90 ]   |
| 2021 | Art Directors Guild Awards                   | Mejor Película de Época                              | Grant Major                                                         | Nominado  | [ 91 ]          |
| 2021 | BAFTA Awards                                 | Mejores Efectos Visuales                             | Sean Faden, Steve Ingram, Anders Langlands, Seth Maury              | Nominado  | [ 92 ] [ 93 ]   |
| 2021 | Chicago Indie Critics Association            | Mejor Canción Original                               | «Loyal Brave True»                                                  | Nominado  | [ 94 ]          |
| 2021 | Costume Designers Guild                      | Mejor Diseño de Vestuario (Ciencia Ficción/Fantasía) | Bina Daigeler                                                       | Ganador   | [ 95 ]          |
| 2021 | Critics' Choice Awards                       | Mejor Diseño de Vestuario                            | Bina Daigeler                                                       | Nominado  | [ 96 ] [ 97 ]   |
| 2021 | Critics' Choice Awards                       | Mejores Efectos Visuales                             | Sean Andrew Faden                                                   | Nominado  | [ 96 ] [ 97 ]   |
| 2021 | Critics' Choice Super Awards                 | Mejor Película de Acción                             | Mulan                                                               | Nominado  | [ 98 ] [ 99 ]   |
| 2021 | Critics' Choice Super Awards                 | Mejor Actriz en Película de Acción                   | Liu Yifei                                                           | Nominado  | [ 98 ] [ 99 ]   |
| 2021 | Houston Film Critics Society                 | Mejor Coordinación de Dobles                         | Ben Cooke                                                           | Nominado  | [ 100 ]         |
| 2021 | International Film Music Critics Association | Mejor Banda Sonora en Película de Acción             | Harry Gregson-Williams                                              | Nominado  | [ 101 ]         |
| 2021 | Kids' Choice Awards                          | Película Favorita                                    | Mulan                                                               | Nominado  | [ 102 ] [ 103 ] |
| 2021 | Kids' Choice Awards                          | Actriz de Cine Favorita                              | Liu Yifei                                                           | Nominado  | [ 102 ] [ 103 ] |
| 2021 | Latino Entertainment Journalists Association | Mejores Efectos Visuales                             | Sean Andrew Faden                                                   | Nominado  | [ 104 ] [ 105 ] |
| 2021 | Latino Entertainment Journalists Association | Mejor Diseño de Vestuario                            | Bina Daigeler                                                       | Nominado  | [ 104 ] [ 105 ] |
| 2021 | Latino Entertainment Journalists Association | Mejor Cabello y Maquillaje                           | Denise Kum                                                          | Nominado  | [ 104 ] [ 105 ] |
| 2021 | Latino Entertainment Journalists Association | Mejor Diseño de Producción                           | Grant Major                                                         | Nominado  | [ 104 ] [ 105 ] |
| 2021 | Latino Entertainment Journalists Association | Mejores Dobles                                       | Mulan                                                               | Nominado  | [ 104 ] [ 105 ] |
| 2021 | Make-Up Artists & Hair Stylists Guild Awards | Mejor Maquillaje de Época                            | Denise Kum, Rick Findlater, Georgia Lockhart-Adams, James MacKinnon | Nominado  | [ 106 ]         |
| 2021 | Make-Up Artists & Hair Stylists Guild Awards | Mejor Cabello de Época                               | Denise Kum, Rick Findlater, Georgia Lockhart-Adams, Terry Baliel    | Nominado  | [ 106 ]         |
| 2021 | Make-Up Artists & Hair Stylists Guild Awards | Mejores Efectos Especiales de Maquillaje             | Denise Kum, Chris Fitzpatrick                                       | Nominado  | [ 106 ]         |
| 2021 | North Carolina Film Critics Association      | Mejores Efectos Visuales                             | Sean Andrew Faden                                                   | Nominado  | [ 107 ]         |
| 2021 | Premios Óscar                                | Mejor Diseño de Vestuario                            | Bina Daigeler                                                       | Nominado  | [ 108 ] [ 109 ] |
| 2021 | Premios Óscar                                | Mejores Efectos Visuales                             | Sean Faden, Anders Langlands, Seth Maury, Steve Ingram              | Nominado  | [ 108 ] [ 109 ] |
| 2021 | SAG Awards                                   | Mejor Reparto de Especialistas                       | Mulan                                                               | Nominado  | [ 110 ]         |
| 2021 | Satellite Awards                             | Mejor Diseño de Vestuario                            | Bina Daigeler                                                       | Nominado  | [ 111 ]         |
| 2021 | Satellite Awards                             | Mejor Dirección Artística                            | Grant Major & Anne Kulijan                                          | Nominado  | [ 111 ]         |
| 2021 | Satellite Awards                             | Mejores Efectos Visuales                             | Sean Andrew Faden                                                   | Nominado  | [ 111 ]         |
| 2021 | Saturn Awards                                | Mejor Película de Acción o Aventuras                 | Mulan                                                               | Ganador   | [ 112 ] [ 113 ] |
| 2021 | Saturn Awards                                | Mejor Director                                       | Niki Caro                                                           | Nominado  | [ 112 ] [ 113 ] |
| 2021 | Saturn Awards                                | Mejor Guion                                          | Rick Jaffa, Amanda Silver, Lauren Hynek, Elizabeth Martin           | Nominado  | [ 112 ] [ 113 ] |
| 2021 | Saturn Awards                                | Mejor Actriz                                         | Liu Yifei                                                           | Nominado  | [ 112 ] [ 113 ] |
| 2021 | Saturn Awards                                | Mejor Actor de Reparto                               | Donnie Yen                                                          | Nominado  | [ 112 ] [ 113 ] |
| 2021 | Saturn Awards                                | Mejor Diseño de Vestuario                            | Bina Daigeler                                                       | Ganador   | [ 112 ] [ 113 ] |
| 2021 | Visual Effects Society                       | Mejor Creación de Ambientes Reales                   | Mulan                                                               | Ganador   | [ 114 ] [ 115 ] |
| 2021 | Visual Effects Society                       | Mejor Simulación de Efectos Reales                   | Mulan                                                               | Nominado  | [ 114 ] [ 115 ] |
| 2021 | Visual Effects Society                       | Mejor Composición                                    | Mulan                                                               | Nominado  | [ 114 ] [ 115 ] |